# Црква Свете великомученице Марине у Љесковцу
Црква Свете великомученице Марине у Љесковцу припада Епархији зворничко-тузланској Српске православне цркве. Црква се налази у Љесковцу, општина Бијељина, Република Српска, Босна и Херцеговина. Љесковачка парохија основана је 1997. године, а чине је села Глоговац и Љесковац. Градња храма почела је у мају 1998. године, а 11. октобра исте године темеље је освештао надлежни архијереј г. Василије. Исти епископ освештао је храм 10. октобра 2004. године. Иконостас је израдио Томислав Живановић из Крагујевца. Иконе на иконостасу живописао је Петар Билић из Београда. Храм је живописао од 2005. до 2007. године Теодор Кесић из Београда. Парох: Милијан Станкић, протојереј.